# Herwarth Walden
Herwarth Walden (ursprungligen Georg Lewin), född 16 september 1878 i Berlin, död 31 oktober 1941 vid Saratov, var en tysk författare, förläggare, gallerist, musiker och tonsättare. Walden var en av de viktigaste understödjarna av det tidiga 1900-talets tyska avantgarde (litterär och bildkonstnärlig expressionism, futurism, dadaism, ny saklighet). Poeten Else Lasker-Schüler var hans första fru. Herwarth Walden finns ännu inte representerad med något verk på svenska (2014).

## Liv

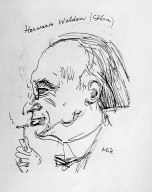
Emil Orlik: Blyerts- och bläckpenneteckning av Herwarth Walden, odaterad.

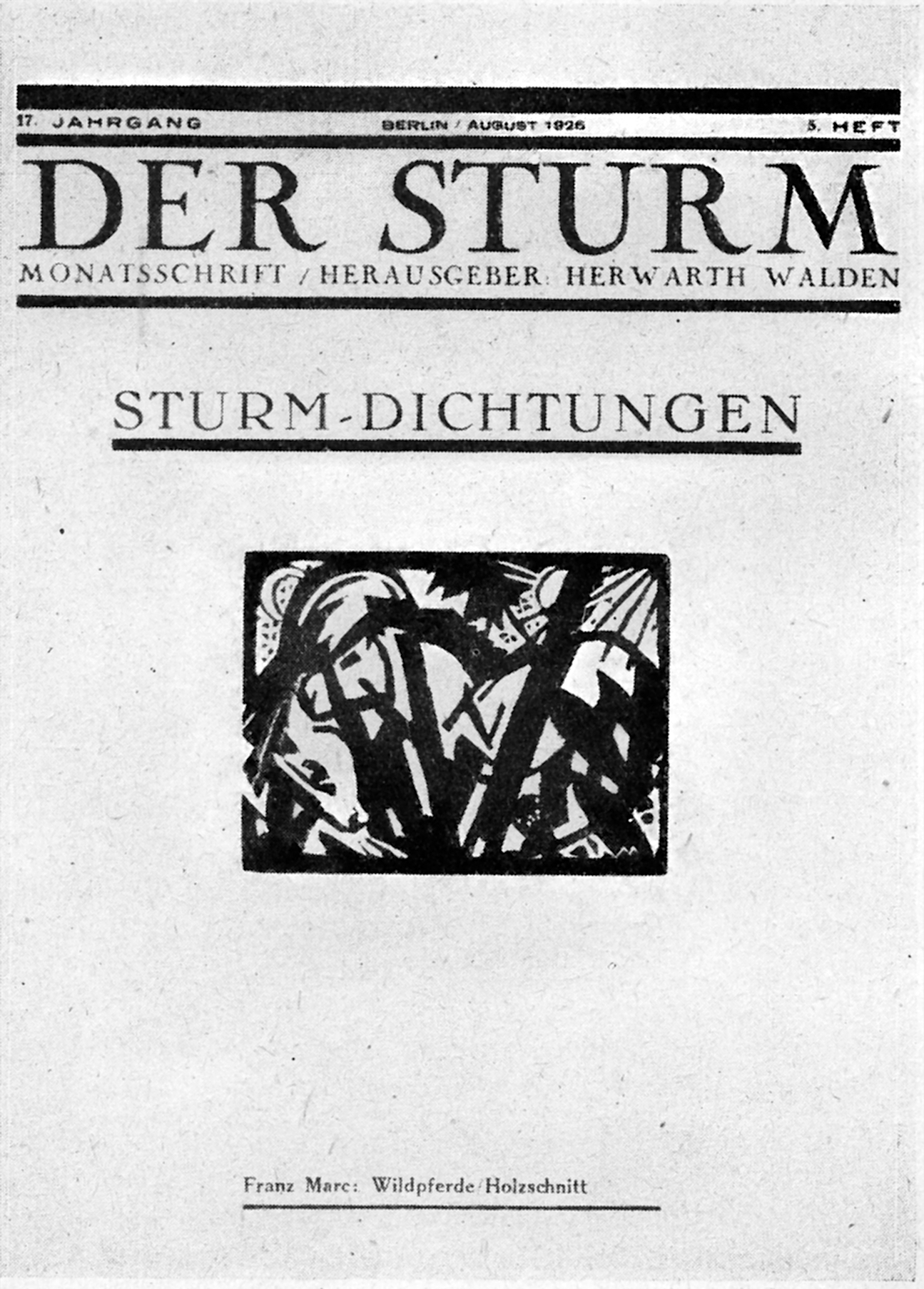
Titelblad för augusti 1926 av halvmånadstidskriften Der Sturm. Träsnitt kallat Wildpferde (Vildhäst) av Franz Marc.

Lewin, som härstammade från en välbärgad judisk familj, studerade i sin ungdom komposition och piano i Berlin och Florens. Hans musikaliska begåvning och den konstnärliga utbildning han valde fjärmade honom tidigt från föräldrahemmets högborgerliga värld. Han skrev lyrik och prosa och var kritiker för litteratur, musik och bildkonst. 1903 grundade han "Föreningen för konst", vilken de följande åren skulle hysa ett stort antal författare som medlemmar: Heinrich och Thomas Mann, Frank Wedekind, Rainer Maria Rilke, Richard Dehmel, Alfred Döblin och Else Lasker-Schüler.
Den 30 november 1903 gifte sig Lewin med Else Lasker-Schüler (skilsmässa 1912). Lasker-Schüler var den som kom på pseudonymen "Herwarth Walden", inspirerat av Henry Thoreaus essä Walden; or, Life in the Woods (1854). Åren 1910–1932 utgav Walden månadstidskriften Der Sturm, som han hade startat tillsammans med Alfred Döblin och som från början blev ett av de viktigaste språkrören för expressionismen. Till de litterära medarbetarna hörde bland andra Peter Altenberg, Max Brod, Richard Dehmel, Anatole France, Knut Hamsun, Arno Holz, Karl Kraus, Selma Lagerlöf, Adolf Loos, Heinrich Mann, Paul Scheerbart, August Stramm. 1910 kom på Waldens förslag Oskar Kokoschka till Berlin och blev medarbetare på tidskriften. Ett stortskaligt porträtt av Walden, målat av Kokoschka, hänger idag på Staatsgalerie Stuttgart.
1912 gifte Walden om sig med den svenska konstnären Nell Walden, född Roslund, och var tiden efter mer verksam som gallerist. Han drev det så kallade Sturm-Galerie på Potsdamer Str. 134 a, där bland annat bilder av medlemmar i konstnärsgruppen Der Blaue Reiter kunde ses, liksom bilder av internationella futurister och kubister. Målningar av Oskar Kokoschka visades, liksom av Natalja Gontjarova, Vasilij Kandinskij, August Macke, Franz Marc, Robert Delaunay, Marc Chagall. Walden grundade ytterligare andra konstnärliga institutioner (konstskola, teater- och musikscen), vilka alla genomsyrades av samma avantgardistiska anda som tidskriften Der Sturm. Stycken av Arnold Schönberg presenterades till exempel tidigt i detta konstnärliga centrum.
1919 blev Walden medlem av Tysklands kommunistiska parti. 1924 skilde han sig från sin andra fru.
Ett tredje äktenskap ingicks därefter, men upphörde 1930 då hustrun avled i tuberkulos.
1932 inledde Walden ett nytt förhållande, den här gången med Ellen Bork, en översättare, som han träffade och gifte sig med i Sovjetunionen, dit han flyttat samma år. Tillsammans fick paret en dotter 1933, Sina Walden.
Den allt starkare framväxten av nationalsocialismen hade fått Herwarth Walden att bryta upp från Weimarrepubliken i sitt hemland och flytta till Moskva. Där arbetade han som lärare och förläggare, men hans sympatier för modernistisk avantgardekonst väckte ganska snart en misstro hos den stalinistiska sovjetregimen. Walden måste upprepade gånger försvara sig i pressen mot att likhetstecken sattes mellan avantgarde och fascism. 
Walden avled i oktober 1941 i ett sovjetiskt fängelse nära Saratov, där han placerats efter det att han dömts för förräderi. Fastställandet av tiden för hans död var en följd av det internationella Röda korsets efterforskningar.

## Verk
| Förläggare och redaktör - Der Sturm (halvmånadstidskrift, 1910–1932) Tonsättare - Dafnislieder für Gesang und Klavier (1910) | Romaner - Das Buch der Menschenliebe (1916) - Die Härte der Weltenliebe (1917) - Unter den Sinnen (1919) Essäer - Das Begriffliche in der Dichtung (1918) - Die neue Malerei (1920) - Einblick in Kunst (1920) - Vulgär-Expressionismus (1938) | Dramer - Kind (1918) - Menschen (1918) - Glaube (1920) - Sünde (1920) - Die Beiden (1920) - Erste Liebe (1920) - Letzte Liebe (1920) | Dikter - Im Geschweig der Liebe (1925) Måleri - Kreidefelsen Rügen (oljemålning, 1937) |

### Fotnoter
1. 1 2  RKDartists, RKDartists-ID: 358754, läst: 9 oktober 2017.[källa från Wikidata]
2. 1 2  SNAC, SNAC Ark-ID: w6vd775h, läs online, läst: 9 oktober 2017.[källa från Wikidata]
3. 1 2  Brockhaus Enzyklopädie, Brockhaus Enzyklopädie-ID: walden-herwarth, läst: 9 oktober 2017.[källa från Wikidata]
4. ↑  Gemeinsame Normdatei, läst: 10 december 2014.[källa från Wikidata]
5. ↑  Gemeinsame Normdatei, läst: 30 december 2014.[källa från Wikidata]
6. ↑  Tjeckiska nationalbibliotekets databas, NKC-ID: xx0141466, läst: 30 augusti 2020.[källa från Wikidata]
7. ↑  Tjeckiska nationalbibliotekets databas, NKC-ID: xx0141466, läst: 15 december 2022.[källa från Wikidata]
8. ↑  The Sturm is Herwarth Walden, 11 november 2025, läs online, ”In 1912 Walden also opened his first gallery, which exhibited works by Marc Chagall, Franz Marc, Wasily Kandinsky, Paul Klee, Gabriele Münter, Sonia Delaunay, Else Lasker-Schüler, Marianne von Werefkin and Natalia Goncharova, among others.”.[källa från Wikidata]
9. ↑  The Sturm is Herwarth Walden, 11 november 2025, läs online.[källa från Wikidata]
10. ↑  Gemeinsame Normdatei, Deutsche Nationalbibliotheks katalog-id-nummer: 1171186137749153-1, läst: 1 juni 2022.[källa från Wikidata]
11. ↑  Bernd Klüser, Katharina Hegewisch (red.): Die Kunst der Ausstellung. Eine Dokumentation dreißig exemplarischer Kunstausstellungen dieses Jahrhunderts, s. 56
12. ↑  ”Waldens äktenskap mm”. Arkiverad från originalet den 20 december 2016. https://web.archive.org/web/20161220184824/http://www.schirn.de/en/magazine/context/the_sturm_is_herwarth_walden/. Läst 3 januari 2017.
13. ↑  ”Förhållandet med Ellen Bork”. Arkiverad från originalet den 20 december 2016. https://web.archive.org/web/20161220184824/http://www.schirn.de/en/magazine/context/the_sturm_is_herwarth_walden/. Läst 3 januari 2017.
14. ↑  ”Waldens dotter”. Arkiverad från originalet den 20 december 2016. https://web.archive.org/web/20161220184824/http://www.schirn.de/en/magazine/context/the_sturm_is_herwarth_walden/. Läst 3 januari 2017.
15. ↑  ”Waldens fängelsedom”. Arkiverad från originalet den 20 december 2016. https://web.archive.org/web/20161220184824/http://www.schirn.de/en/magazine/context/the_sturm_is_herwarth_walden/. Läst 3 januari 2017.